# Tipula (Lunatipula) sternalis
Tipula (Lunatipula) sternalis is een tweevleugelige uit de familie langpootmuggen (Tipulidae). De soort komt voor in het Palearctisch gebied.